# Карон Джонсън
Карон Джонсън (на английски: Karron Johnson) е американски професионален баскетболист. 
Играе за кратко в БК Ямбол.